# A Polaquinha
A Polaquinha é o único romance escrito por Dalton Trevisan, publicado pela primeira vez em 1985 pela editora Record.

## Enredo
Uma moça de classe média, loira (daí a alcunha "a polaquinha"), bonita e muito cobiçada, trabalha num hospital e ganha dinheiro como prostituta para pagar os seus estudos. Namora com vários homens, alguns casados, mas mantém uma grande paixão por um baixote, feio e asmático. A sua sina é ser vítima do machismo dos seus pares, sofrendo física e psicologicamente com isso.

## Personagens
- A Polaquinha - galã protagonista
- João - rapaz magro, feio e com problemas respiratórios
- Nando - advogado gordo e manco
- Pedro - motorista ciumento e insaciável sexualmente
- Tito - homem casado e com filhos